# Gran Premio della Malesia 2016
Il Gran Premio della Malesia 2016 è stata la sedicesima prova della stagione 2016 del campionato mondiale di Formula 1. Corsa domenica 2 ottobre 2016 sul circuito di Sepang, nelle vicinanze dalla capitale malese Kuala Lumpur, è stata vinta dall'australiano Daniel Ricciardo su Red Bull Racing-TAG Heuer, al suo quarto successo nel mondiale. Ricciardo ha preceduto sul traguardo il suo compagno di team, l'olandese Max Verstappen e il tedesco Nico Rosberg su Mercedes.

## Vigilia

### Sviluppi futuri
Il Consiglio Mondiale della FIA approva la prima versione del calendario, per la stagione 2017. Sono confermati 21 gran premi, anche se tre di questi, Germania, Brasile e Canada, sono ancora soggetti a conferma. La stagione si dovrebbe aprire il 26 marzo, col Gran Premio d'Australia, e chiudersi il 26 novembre col Gran Premio di Abu Dhabi.
Il messicano Sergio Pérez è confermato alla Force India, anche per il 2017.

### Analisi per il campionato costruttori
La Mercedes comanda la classifica, riservata ai costruttori, con 222 punti di margine sulla Red Bull Racing e 237 sulla Scuderia Ferrari. Mancando ancora 5 gare al termine della stagione, dopo quella malese, la scuderia tedesca potrebbe vincere il suo terzo mondiale qualora, al termine della gara, non perdesse più di 8 punti dalla Red Bull e 23 dalla Ferrari.

### Aspetti tecnici
A seguito delle polemiche sorte in occasione del Gran Premio motociclistico della Malesia 2015, in merito alla qualità della pavimentazione, gli organizzatori decidono di riasfaltare l'intera pista. Nuovi problemi però si sono verificati nel corso di altri test, effettuati con le moto, all'inizio di luglio. Gli organizzatori hanno garantito che, grazie a nuovi interventi sul drenaggio della pista, il tracciato non presenta problemi. La riasfaltatura della pista, oltre a rimuovere le aree nel quale il manto stradale era non in perfette condizioni, ha portato anche alla nuova profilatura di ben nove curve. La curva 2 è stata ridisegnata, rendendo più visibile il cordolo in entrata; alla curva 3 la parte centrale della pista è stata elevata per consentire un miglior drenaggio; alla curva 4 sono stati ridefiniti i cordoli e ampliata la via di fuga; tra le curve 5 e 6 è stata ridisegnata la pendenza della pista; alla curva 7 è stato ricostruito il cordolo a sinistra, così come alla curva 9 quello di destra; alla curva 12 è stato rifatto un cordolo, mentre è stata modificata, sempre per ragioni di drenaggio, la pendenza alla curva 13; infine all'ultima curva, la forma e la pendenza della stessa hanno subito modifiche. I piloti hanno espresso parere positivo per la nuova asfaltatura della pista, tranne per quanto riguarda la nuova riprofilatura dell'ultima curva: la sede stradale, rialzata di un metro in corrispondenza del cordolo interno, porta una forte pendenza, che spinge i piloti a utilizzare la parte esterna della curva.
La Pirelli, fornitrice unica degli pneumatici, porta, per questa gara, gomme di mescola soft, medium e hard. Un set supplementare di gomme soft sarà fornito ai dieci piloti che accederanno alla Q3, e andrà restituito al termine delle qualifiche.
La Federazione Internazionale dell'Automobile stabilisce che i piloti possono utilizzare il Drag Reduction System sul rettilineo dei box e sul rettilineo opposto, tra le curve Sunway Lagoon e la 15. Su questa curva è stabilito il detection point della prima zona di utilizzo, mentre il punto per la determinazione del distacco tra i piloti per la seconda zona è stabilito dopo la curva 12.
La Honda porta una nuova evoluzione del propulsore, che verrà fatta testare da Fernando Alonso. Ciò consentirà di omologare varie parti di motore, senza incorrere in altre penalità, nel finale di stagione. Si prevede che sulla monoposto possano essere montate due o tre differenti power unit.

### Aspetti sportivi

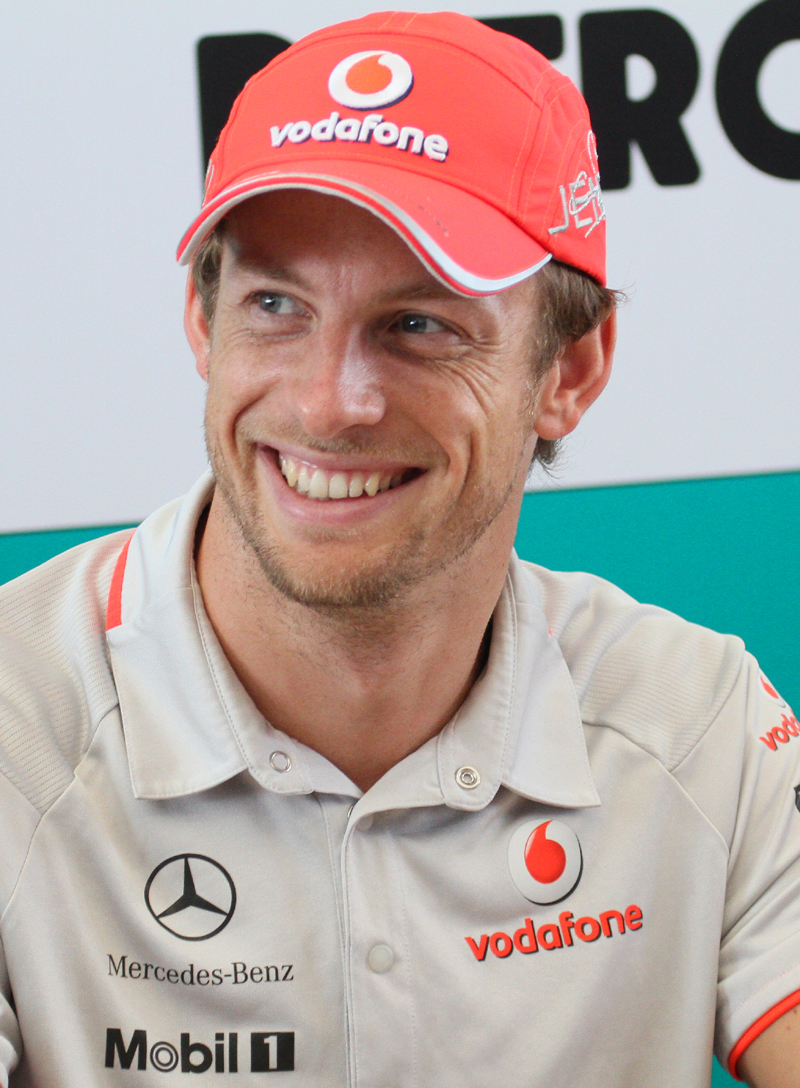
Jenson Button, col gran premio malese, tocca le 300 gare valide per il campionato mondiale di F1.

Il Gran Premio torna nella sua collocazione autunnale, come avvenne per le edizioni del 1999 e del 2000, le prime due valide per il campionato mondiale.
L'ex pilota di F1 Derek Warwick è nominato dalla FIA commissario aggiunto per questo gran premio. Il britannico ha svolto in passato diverse volte tale funzione, l'ultima al Gran Premio del Canada.
Jenson Button festeggia il suo trecentesimo Gran Premio nel mondiale di F1. L'inglese, che non ha disputato i Gran Premi di Monaco 2003, Stati Uniti 2005 e Bahrein 2015, è il terzo pilota a raggiungere questo traguardo dopo Rubens Barrichello e Michael Schumacher.

## Prove

### Resoconto

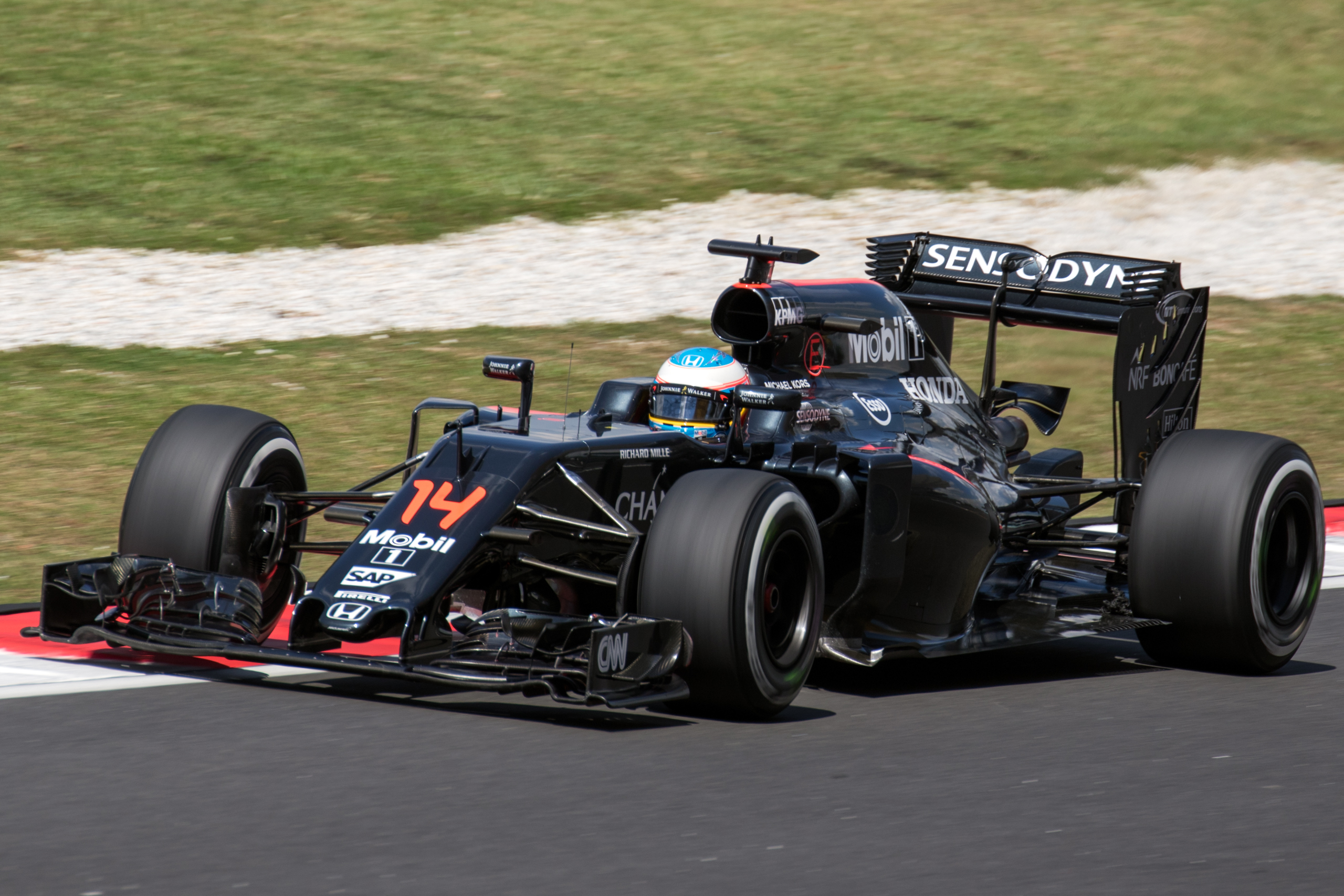
Fernando Alonso testa, nelle prove, un nuovo motore della Honda.

La prima sessione di prove libere è comandata da Nico Rosberg, che precede di mezzo secondo il compagno di team, Lewis Hamilton. A seguire le due Mercedes, si piazzano le due Ferrari, staccate di oltre un secondo. La sessione è stata interrotta, nei primi minuti, per un incendio sviluppato sulla Renault di Kevin Magnussen, verificatosi ai box, al termine del giro d'installazione. La sessione è ripresa dopo un quarto d'ora, necessario per ripulire la pit lane, dalla schiuma usata dai meccanici per spegnere le fiamme.
In merito alla scelta degli pneumatici, Rosberg e le Ferrari hanno ottenuto il tempo migliore con le gomme soft, mentre Hamilton lo ha colto con gomme medie; il britannico è stato anche autore di un'escursione di pista. Daniel Ricciardo, sesto, ha invece testato le gomme dure.
Nella seconda sessione Hamilton è stato l'unico pilota a scendere sotto il minuto e trentacinque; in questa sessione il britannico ha ottenuto il tempo migliore con gomme soft. Hamilton ha preceduto Nico Rosberg, staccato di due decimi. Le Ferrari si sono confermate la seconda forza in pista, col terzo e quarto tempo. Il distacco, però, di Sebastian Vettel è di meno di sette decimi da Hamilton. A seguire le vetture italiane si è piazzata la Red Bull Racing, con Max Verstappen, capace di tenere un ritmo molto elevato nella sua simulazione di gara.
Lewis Hamilton si è confermato il pilota più veloce anche nella sessione del sabato. Il campione del mondo è stato l'unico, assieme a Max Verstappen, a sfondare il muro del minuto e trentacinque. Le condizioni della pista sono state meno torride di quelle del venerdì, con la temperatura dell'asfalto che ha superato i 50 °C, comunque dieci in meno in confronto col giorno precedente. Dietro al pilota della Red Bull Racing si è posizionato l'altro conduttore della Mercedes, Nico Rosberg, che ha preceduto le due Ferrari e l'altro portacolori della Red Bull, Daniel Ricciardo, che ha montato le gomme soft nella fase iniziale della sessione, a pista ancora poco gommata. Vettel è stato autore di un testacoda, all'ingresso della corsia dei box, così come Esteban Gutiérrez.

### Risultati
Nella prima sessione del venerdì si è avuta questa situazione:
| Pos | Nº | Pilota         | Costruttore | Tempo    | Gap    | Giri |
| --- | -- | -------------- | ----------- | -------- | ------ | ---- |
| 1   | 6  | Nico Rosberg   | Mercedes    | 1'35"227 |        | 25   |
| 2   | 44 | Lewis Hamilton | Mercedes    | 1'35"721 | +0"494 | 25   |
| 3   | 7  | Kimi Räikkönen | Ferrari     | 1'36"315 | +1"088 | 16   |

Nella seconda sessione del venerdì si è avuta questa situazione:
| Pos | Nº | Pilota           | Costruttore | Tempo    | Gap    | Giri |
| --- | -- | ---------------- | ----------- | -------- | ------ | ---- |
| 1   | 44 | Lewis Hamilton   | Mercedes    | 1'34"944 |        | 35   |
| 2   | 6  | Nico Rosberg     | Mercedes    | 1'35"177 | +0"233 | 36   |
| 3   | 5  | Sebastian Vettel | Ferrari     | 1'35"605 | +0"661 | 37   |

Nella sessione del sabato si è avuta questa situazione:
| Pos | Nº | Pilota         | Costruttore               | Tempo    | Gap    | Giri |
| --- | -- | -------------- | ------------------------- | -------- | ------ | ---- |
| 1   | 44 | Lewis Hamilton | Mercedes                  | 1'34"434 |        | 16   |
| 2   | 33 | Max Verstappen | Red Bull Racing-TAG Heuer | 1'34"879 | +0"445 | 14   |
| 3   | 6  | Nico Rosberg   | Mercedes                  | 1'35"053 | +0"619 | 16   |

## Qualifiche

### Resoconto
Le qualifiche si svolgono con tempo sereno, e una temperatura dell'asfalto di 42 °C. Le due Mercedes prendono presto il comando della graduatoria dei tempi, con ampio margine rispetto ai concorrenti. Vari piloti sono coinvolti in dei testacoda, mentre uno specchietto retrovisore si stacca dalla Haas di Romain Grosjean. Negli ultimi istanti della sessione le due Ferrari, in ombra nella prima parte, scalano terza e quarta, mentre vengono eliminate le due Sauber, le due Manor, Jolyon Palmer, e Fernando Alonso. Lo spagnolo, che è già penalizzato per aver sostituito diverse componenti della power unit, e perciò sicuro di dover partire dall'ultima posizione, ha affrontato la sessione solo per ottenere un tempo valido per lo schieramento. Al termine della sessione Jenson Button si lamenta per essere stato ostacolato da Esteban Ocon, ma nessuna penalità viene inflitta al pilota francese della Manor.
Nella seconda fase, con la minaccia di pioggia ancora presente, le Mercedes ottengono subito un tempo di riferimento, con Hamilton davanti a Rosberg. Nico Hülkenberg viene penalizzato dalla presenza di Felipe Massa sulla traiettoria, nel corso del suo giro lanciato, ma anche in questo caso nessuna decisione è presa dal collegio dei commissari. In questa fase, le due Red Bull Racing riescono a ottenere un tempo migliore di quello delle due Ferrari. Gli ultimi minuti vedono quasi tutti i piloti giocarsi, con un ultimo tentativo, l'accesso alla fase decisiva. Valtteri Bottas e Esteban Gutiérrez commettono degli errori di guida che non permettono loro di passare alla Q3: vengono inoltre eliminati anche Romain Grosjean, Kevin Magnussen e le due Toro Rosso.
Nel primo tentativo Nico Rosberg compie un giro lento, a causa di un errore nel secondo settore, mentre Lewis Hamilton domina la classifica, davanti alle due Red Bull Racing e Kimi Räikkönen. Le prime gocce di pioggia scendono sul tracciato, senza impensierire però i piloti. Rosberg affronta ancora un giro veloce ma, nuovamente, un errore all'ultima curva, lo penalizza, tanto che resta staccato di quattro decimi da Hamilton, che conquista così la sua cinquantasettesima pole position nel mondiale. Per il britannico è anche la sua centesima prima fila. Le due Red Bull si confermano in seconda fila, davanti alle Ferrari, che monopolizzano la terza.

### Risultati
Nella sessione di qualifica si è avuta questa situazione:
| Pos                         | Nº | Pilota            | Costruttore               | Q1       | Q2       | Q3       | Griglia |
| --------------------------- | -- | ----------------- | ------------------------- | -------- | -------- | -------- | ------- |
| 1                           | 44 | Lewis Hamilton    | Mercedes                  | 1'34"444 | 1'33"046 | 1'32"850 | 1       |
| 2                           | 6  | Nico Rosberg      | Mercedes                  | 1'34"460 | 1'33"609 | 1'33"264 | 2       |
| 3                           | 33 | Max Verstappen    | Red Bull Racing-TAG Heuer | 1'35"443 | 1'33"775 | 1'33"420 | 3       |
| 4                           | 3  | Daniel Ricciardo  | Red Bull Racing-TAG Heuer | 1'35"079 | 1'33"888 | 1'33"467 | 4       |
| 5                           | 5  | Sebastian Vettel  | Ferrari                   | 1'34"557 | 1'33"972 | 1'33"584 | 5       |
| 6                           | 7  | Kimi Räikkönen    | Ferrari                   | 1'34"556 | 1'33"903 | 1'33"632 | 6       |
| 7                           | 11 | Sergio Pérez      | Force India-Mercedes      | 1'35"068 | 1'34"538 | 1'34"319 | 7       |
| 8                           | 27 | Nico Hülkenberg   | Force India-Mercedes      | 1'34"827 | 1'34"441 | 1'34"489 | 8       |
| 9                           | 22 | Jenson Button     | McLaren-Honda             | 1'35"267 | 1'34"431 | 1'34"518 | 9       |
| 10                          | 19 | Felipe Massa      | Williams-Mercedes         | 1'35"267 | 1'34"422 | 1'34"671 | PL      |
| 11                          | 77 | Valtteri Bottas   | Williams-Mercedes         | 1'35"166 | 1'34"577 | N.D.     | 11      |
| 12                          | 8  | Romain Grosjean   | Haas-Ferrari              | 1'35"400 | 1'35"001 | N.D.     | 12      |
| 13                          | 21 | Esteban Gutiérrez | Haas-Ferrari              | 1'35"658 | 1'35"097 | N.D.     | 13      |
| 14                          | 20 | Kevin Magnussen   | Renault                   | 1'35"593 | 1'35"277 | N.D.     | 14      |
| 15                          | 26 | Daniil Kvjat      | STR-Ferrari               | 1'35"695 | 1'35"369 | N.D.     | 15      |
| 16                          | 55 | Carlos Sainz Jr.  | STR-Ferrari               | 1'35"605 | 1'35"374 | N.D.     | 16      |
| 17                          | 9  | Marcus Ericsson   | Sauber-Ferrari            | 1'35"816 | N.D.     | N.D.     | 17      |
| 18                          | 12 | Felipe Nasr       | Sauber-Ferrari            | 1'35"949 | N.D.     | N.D.     | 18      |
| 19                          | 30 | Jolyon Palmer     | Renault                   | 1'35"999 | N.D.     | N.D.     | 19      |
| 20                          | 31 | Esteban Ocon      | Manor-Mercedes            | 1'36"451 | N.D.     | N.D.     | 20      |
| 21                          | 94 | Pascal Wehrlein   | Manor-Mercedes            | 1'36"587 | N.D.     | N.D.     | 21      |
| 22                          | 14 | Fernando Alonso   | McLaren-Honda             | 1'37"155 | N.D.     | N.D.     | 22      |
| Tempo limite 107%: 1'41"055 |    |                   |                           |          |          |          |         |

In grassetto sono indicate le migliori prestazioni in Q1, Q2 e Q3.

## Gara

### Resoconto
Prima della partenza un problema all'acceleratore costringe Felipe Massa a partire dai box, mentre anche Carlos Sainz Jr. rischia di non partire dalla griglia. Lo spagnolo riesce a far muovere la vettura, senza perciò che la procedura di partenza debba essere ripetuta.

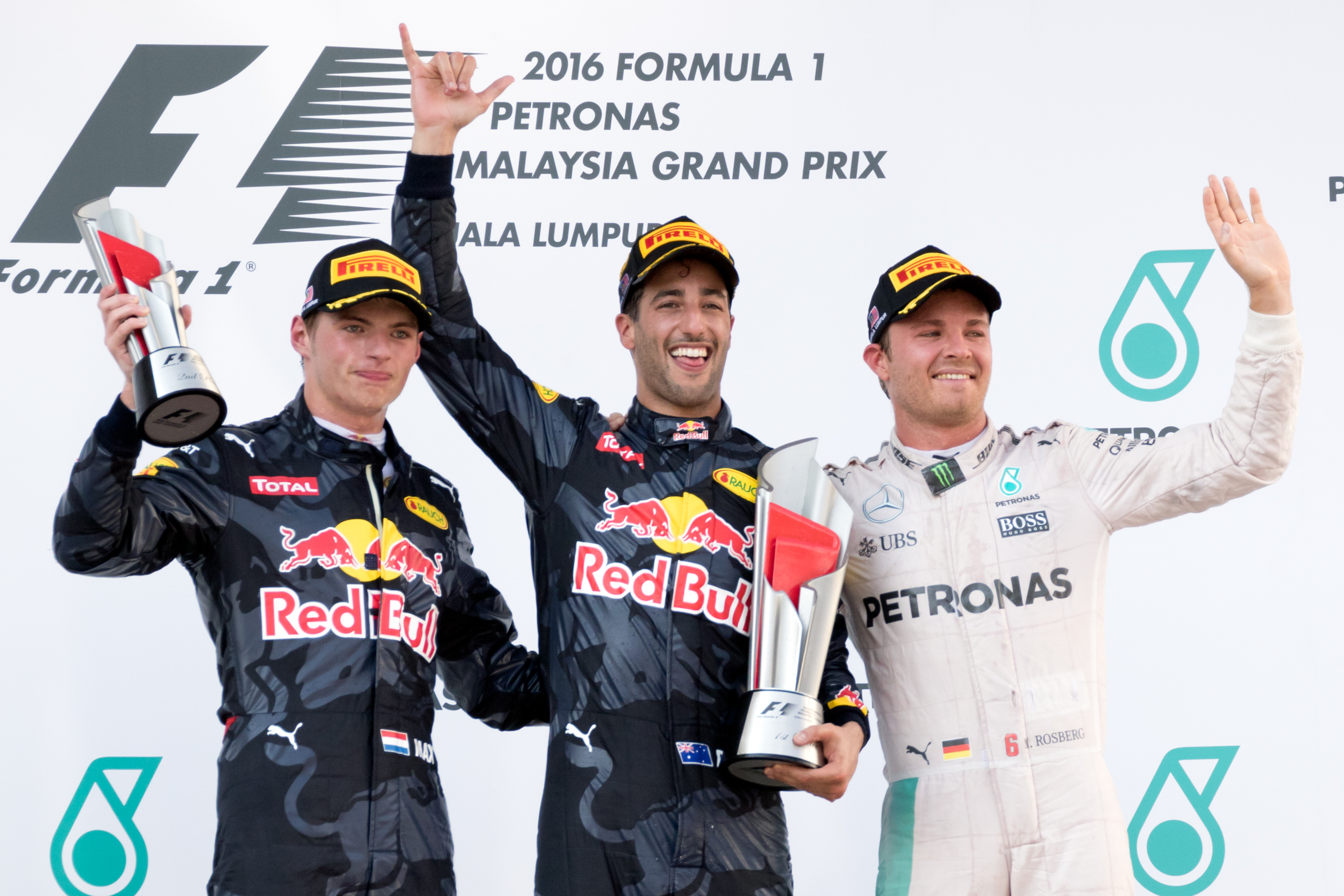
Il podio al termine della gara: Verstappen (2º), Ricciardo (1º) e Rosberg (3º).

Al via Lewis Hamilton s'invola in testa, mentre Nico Rosberg è colpito da Sebastian Vettel, che sbaglia i tempi della frenata, alla prima curva. Il ferrarista è costretto al ritiro, mentre il pilota della Mercedes si ritrova nelle retrovie. La direzione di gara invia in pista la Virtual Safety Car, per consentire ai commissari di ripulire il tracciato. La classifica vede, dietro a Hamilton, Daniel Ricciardo, Sergio Pérez, Kimi Räikkönen, Max Verstappen, Jenson Button, Nico Hülkenberg e Valtteri Bottas. Alla ripartenza, dopo due giri, Verstappen passa Räikkönen. Nei giri seguenti Pérez cede la posizione sia a Verstappen che a Räikkönen. Nelle retrovie Fernando Alonso entra, già al giro 4 in zona punti, mentre anche Nico Rosberg è autore di una pronta rimonta, che lo porta presto ai margini della stessa.
Al nono passaggio un problema ai freni costringe al ritiro Romain Grosjean: il francese esce all'ultima curva. La direzione di gara impone nuovamente il regime della vettura di sicurezza virtuale. Max Verstappen approfitta della situazione e monta gomme soft. Altri piloti effettuano la stessa scelta, come Pérez, Alonso e Rosberg. Al termine della Virtual Satefy Car, la gara vede ancora in testa Lewis Hamilton, che conduce su Daniel Ricciardo, Kimi Räikkönen, Max Verstappen e Valtteri Bottas. Rosberg è ora quattordicesimo, davanti ad Alonso.
Nel frattempo Rosberg rimonta diverse posizioni, tanto che, al diciottesimo giro, è già sesto, alle spalle di Bottas.
Verstappen si avvicina a Räikkönen, ma il finlandese va ai box, al giro 20. Nei giri successivi è il turno anche per Hamilton e Ricciardo, con Verstappen che si trova al comando della gara. Al ventunesimo giro, intanto, Nico Rosberg sorpassa Bottas, e si porta al quinto posto. L'olandese comanda la gara fino al giro 28, quando rientra ai box, per la seconda volta, montando gomme hard. Ora è terzo, davanti a Kimi Räikkönen. Anche Rosberg cambia ancora gli pneumatici, ma resta quinto.
Al trentottesimo passaggio Nico Rosberg scala quarto, passando Kimi Räikkönen, con una manovra alla prima curva. Il tedesco è poi penalizzato di dieci secondi sul tempo di gara: Rosberg cerca così di ampliare il margine sul ferrarista. Vi è battaglia fra le due Red Bull, con Ricciardo che resiste all'attacco del suo compagno di scuderia Verstappen. Tre giri dopo esplode il motore sulla vettura del battistrada Lewis Hamilton, che così è costretto al ritiro. La direzione di gara impone, per la terza volta, la Virtual Safety Car. Durante questo periodo, sulla vettura di Esteban Gutiérrez si stacca la ruota anteriore sinistra, ma il messicano riesce a parcheggiare la macchina senza danni. Al termine del breve periodo, la classifica vede al comando Daniel Ricciardo, davanti a Max Verstappen, Nico Rosberg, Kimi Räikkönen e Valtteri Bottas.
Nei giri finali Verstappen cerca ancora d'impensierire Ricciardo, ma senza avvicinarsi ancora all'australiano. Ricciardo vince per la quarta volta in carriera (non si imponeva dal Gran Premio del Belgio 2014), mentre per la Red Bull si tratta della prima doppietta dal Gran Premio del Brasile 2013. Rosberg, terzo, si aggiudica il suo 20º ed ultimo giro veloce in carriera e amplia il margine in classifica su Hamilton, mentre Jolyon Palmer conquista per la prima volta un punto iridato.

### Risultati
I risultati del Gran Premio sono i seguenti:
| Pos | Nº | Pilota            | Costruttore          | Giri | Tempo/Ritiro             | Griglia | Punti |
| --- | -- | ----------------- | -------------------- | ---- | ------------------------ | ------- | ----- |
| 1   | 3  | Daniel Ricciardo  | Red Bull-TAG Heuer   | 56   | 1h37'12"776              | 4       | 25    |
| 2   | 33 | Max Verstappen    | Red Bull-TAG Heuer   | 56   | +2"443                   | 3       | 18    |
| 3   | 6  | Nico Rosberg      | Mercedes             | 56   | +25"516                  | 2       | 15    |
| 4   | 7  | Kimi Räikkönen    | Ferrari              | 56   | +28"785                  | 6       | 12    |
| 5   | 77 | Valtteri Bottas   | Williams-Mercedes    | 56   | +1'01"582                | 11      | 10    |
| 6   | 11 | Sergio Pérez      | Force India-Mercedes | 56   | +1'03"794                | 7       | 8     |
| 7   | 14 | Fernando Alonso   | McLaren-Honda        | 56   | +1'05"205                | 22      | 6     |
| 8   | 27 | Nico Hülkenberg   | Force India-Mercedes | 56   | +1'14"062                | 8       | 4     |
| 9   | 22 | Jenson Button     | McLaren-Honda        | 56   | +1'21"816                | 9       | 2     |
| 10  | 30 | Jolyon Palmer     | Renault              | 56   | +1'35"466                | 19      | 1     |
| 11  | 55 | Carlos Sainz Jr.  | STR-Ferrari          | 56   | +1'38"878                | 16      |       |
| 12  | 9  | Marcus Ericsson   | Sauber-Ferrari       | 55   | +1 giro                  | 17      |       |
| 13  | 19 | Felipe Massa      | Williams-Mercedes    | 55   | +1 giro                  | PL      |       |
| 14  | 26 | Daniil Kvjat      | STR-Ferrari          | 55   | +1 giro                  | 15      |       |
| 15  | 94 | Pascal Wehrlein   | Manor-Mercedes       | 55   | +1 giro                  | 21      |       |
| 16  | 31 | Esteban Ocon      | Manor-Mercedes       | 55   | +1 giro                  | 20      |       |
| Rit | 12 | Felipe Nasr       | Sauber-Ferrari       | 46   | Freni                    | 18      |       |
| Rit | 44 | Lewis Hamilton    | Mercedes             | 40   | Motore                   | 1       |       |
| Rit | 21 | Esteban Gutiérrez | Haas-Ferrari         | 39   | Ruota                    | 13      |       |
| Rit | 20 | Kevin Magnussen   | Renault              | 17   | Danni da incidente       | 14      |       |
| Rit | 8  | Romain Grosjean   | Haas-Ferrari         | 7    | Freni/Testacoda          | 12      |       |
| Rit | 5  | Sebastian Vettel  | Ferrari              | 0    | Collisione con N.Rosberg | 5       |       |

## Classifiche mondiali

### Piloti
| Pos | Pilota            | Punti |
| --- | ----------------- | ----- |
| 1   | Nico Rosberg      | 288   |
| 2   | Lewis Hamilton    | 265   |
| 3   | Daniel Ricciardo  | 204   |
| 4   | Kimi Räikkönen    | 160   |
| 5   | Sebastian Vettel  | 153   |
| 6   | Max Verstappen    | 147   |
| 7   | Valtteri Bottas   | 80    |
| 8   | Sergio Pérez      | 74    |
| 9   | Nico Hülkenberg   | 50    |
| 10  | Fernando Alonso   | 42    |
| 11  | Felipe Massa      | 41    |
| 12  | Carlos Sainz Jr.  | 30    |
| 13  | Romain Grosjean   | 28    |
| 14  | Daniil Kvjat      | 25    |
| 15  | Jenson Button     | 19    |
| 16  | Kevin Magnussen   | 7     |
| 17  | Jolyon Palmer     | 1     |
| 18  | Pascal Wehrlein   | 1     |
| 19  | Stoffel Vandoorne | 1     |

### Costruttori
| Pos | Costruttore          | Punti |
| --- | -------------------- | ----- |
| 1   | Mercedes             | 553   |
| 2   | Red Bull-TAG Heuer   | 359   |
| 3   | Ferrari              | 313   |
| 4   | Force India-Mercedes | 124   |
| 5   | Williams-Mercedes    | 121   |
| 6   | McLaren-Honda        | 62    |
| 7   | Toro Rosso-Ferrari   | 47    |
| 8   | Haas-Ferrari         | 28    |
| 9   | Renault              | 8     |
| 10  | Manor-Mercedes       | 1     |

## Decisioni della FIA
Sebastian Vettel, riconosciuto colpevole per l'incidente alla prima curva, è penalizzato di tre posizioni sulla griglia di partenza del successivo Gran Premio del Giappone e di due punti sulla Superlicenza.
Il team statunitense Haas, paga una multa di 5.000 € per la ruota perduta in gara dalla monoposto di Esteban Gutiérrez.